# Melipotis parens
Melipotis parens är en fjärilsart som beskrevs av Walker 1857. Melipotis parens ingår i släktet Melipotis och familjen nattflyn. Inga underarter finns listade i Catalogue of Life.